# Anglican High School (Grenada)
Anglican High School (früher: Church of England High School) ist eine monoedukative High School für Mädchen in St. George’s, Grenada. Sie ist eine von achtzehn weiterführenden Schulen (secondary schools) auf der Karibikinsel. Sie wurde 1916 gegründet.

## Geschichte
Die „Church of England High School“ wurde 1916 von Archdeacon Walton als private anglikanische Schule gegründet. Die ersten Unterrichtsräume lagen bei Bachelor Hall an der Simmons Alley. Damals hatte die Schule drei Mitarbeiter und neunzehn Schülerinnen. In den ersten Jahren zahlten die Schülerinnen für den Unterricht. Sie traten auf dem Level der Grammar School (~ Gymnasium) ein und machten ihre komplette weiterführende Ausbildung. Die Schule zog später um ins Lamollie House in der Church Street, wo heute die Gebäude der CIBC FirstCaribbean International Bank stehen. Später wurde sie in die Gebäude der Grenada Boys' Secondary School verlegt, wo sie zwischen 1946 und 1952 angesiedelt war. Mit dem Umzug 1946 änderte die Schule ihren Namen in „Anglican High School“ und wurde eine Schule mit reiner „Secondary Education“. Im September 1952 siedelte die Schule dann um in die Gebäude in der Tanteen Road. 1957 wurde die Schule erweitert durch ein zweistöckiges Beton-Gebäude.
Im Oktober 1972, während der Unruhen im Zusammenhang mit den Diskussionen mit Großbritannien um eine Unabhängigkeit Grenadas, wurde die Schule durch Feuer zerstört. Studentenproteste forderten Untersuchungen, weil 450 Schüler ohne Bleibe blieben. Staatliche Angestellte wurden beauftragt die Gebäude einer leerstehenden staatlichen Schule in Melville Street für einen temporären Schulbetrieb herzurichten. Eltern und Lehrer lehnten dieses Angebot jedoch ab. Anfang 1973 begannen die Arbeiten zum Bau eines neuen Schulgebäudes. Dieses Gebäude wurde 2004 wieder zerstört, als der Hurrikan Ivan die Insel heimsuchte. Die Anglican High School Past Pupil Association und die Regierung von Grenada arbeiteten diesmal zusammen um das zweistöckige Gebäude zu errichten und im Laufe der Jahre gab es mehrere Erweiterungsbauten. 2015 wurde beispielsweise eine Bibliothek errichtet und eine Vergrößerung des Food and Nutrition Laboratory (Hauswirtschaftsgebäude).

## Curriculum
Zwischen 1916 und den 1950ern gehörten Biologie und General Science, Britische Geschichte, Geographie, Literatur, Mathematik, Religion und verschiedene Sprachkurse – English, Französisch, Latein und Spanisch – zum Curriculum. In den 1960ern kamen Caribbean and European History (Karibische und Europäische Geschichte) dazu und in den 1970ern wurde das Curriculum um Chemie, Physik, Family Life Education (Familienerziehung), Kochen, Musik, Nähen und Sport erweitert. Die Schule bietet mittlerweile 21 verschiedene Fächer zusätzlich an, unter anderem Buchhaltung (accounting), Verwaltung (business and office administration), Informationstechnologie und Technisches Zeichnen.

## Außerschulische Aktivitäten
Die Schule ist stolz auf ihre sportlichen Aktivitäten und war bereits achtzehn mal Girls' Division Champion der Inter-Collegiate Games.
1925 wurde die Girl Guides Association of Grenada an der Schule gegründet und gehört bis heute zu einer ganzen Anzahl von Clubs und Associations, in denen sich Schülerinnen betätigen können.